# ATP Finals 2020
De ATP Finals 2020 werden van 15 tot en met 22 november 2020 gehouden in The O2 Arena in Londen. Er werd indoor op hardcourtbanen gespeeld. Het deelnemersveld bestond uit de beste acht spelers/dubbels van de ATP Rankings.

## Enkelspel

### Deelnemers
De acht geplaatste spelers:
| Nr. | Speler             | Ranking | Resultaat    |
| --- | ------------------ | ------- | ------------ |
| 1.  | Novak Djokovic     | 1       | Halve finale |
| 2.  | Rafael Nadal       | 2       | Halve finale |
| 3.  | Dominic Thiem      | 3       | Runner-up    |
| 4.  | Daniil Medvedev    | 4       | Winnaar      |
| 5.  | Alexander Zverev   | 7       | Groepsfase   |
| 6.  | Stéfanos Tsitsipás | 6       | Groepsfase   |
| 7.  | Andrej Roebljov    | 8       | Groepsfase   |
| 8.  | Diego Schwartzman  | 9       | Groepsfase   |

### Prijzengeld en ATP-punten
| Resultaat                    | Prijzengeld    | ATP-punten    |
| ---------------------------- | -------------- | ------------- |
| winnaar zonder nederlaag     | $ 1.564.000    | 1500          |
| winnaar                      | GF + $ 952.000 | GF + 900      |
| finale                       | GF + $ 402.000 | GF + 400      |
| groepsfase (per overwinning) | $ 153.000      | 200           |
| deelnemers                   | $ 153.000      | 3 wedstrijden |
| vervangers                   | $ 73.000       |               |

GF = Resultaten behaald in de groepsfase

### Groepsfase
De eindstand in de groepsfase wordt bepaald door achtereenvolgend te kijken naar eerst het aantal overwinningen in combinatie met het aantal wedstrijden. Mochten er dan twee spelers gelijk staan wordt er naar het onderling resultaat gekeken. Mocht het aantal overwinningen en wedstrijden bij drie of vier spelers gelijk zijn, valt degene die minder dan drie wedstrijden heeft gespeeld sowieso af en wordt er vervolgens gekeken naar het percentage gewonnen sets en eventueel gewonnen games. Als er dan nog steeds geen ranglijst opgemaakt kan worden dan beslist de ATP-ranglijst opgemaakt na het ATP-toernooi van Parijs.

#### Groep Tokio 1970
|                  |                   | score         |
| ---------------- | ----------------- | ------------- |
| Novak Djokovic   | Diego Schwartzman | 6-3, 6-2      |
| Daniil Medvedev  | Alexander Zverev  | 6-3, 6-4      |
| Alexander Zverev | Diego Schwartzman | 6-3, 4-6, 6-3 |
| Daniil Medvedev  | Novak Djokovic    | 6-3, 6-3      |
| Novak Djokovic   | Alexander Zverev  | 6-3, 7-6(4)   |
| Daniil Medvedev  | Diego Schwartzman | 6-3, 6-3      |

| Nr. | Speler            | Wedstrijd w-v | Sets w-v | Games w-v |
| --- | ----------------- | ------------- | -------- | --------- |
| 1   | Daniil Medvedev   | 3-0           | 6-0      | 36-19     |
| 2   | Novak Djokovic    | 2-1           | 4-2      | 31-26     |
| 3   | Alexander Zverev  | 1-2           | 2-5      | 32-37     |
| 4   | Diego Schwartzman | 0-3           | 1-6      | 23-40     |

#### Groep Londen 2020
|                    |                    | score            |
| ------------------ | ------------------ | ---------------- |
| Dominic Thiem      | Stéfanos Tsitsipás | 7-6(5), 4-6, 6-3 |
| Rafael Nadal       | Andrej Roebljov    | 6-3, 6-4         |
| Dominic Thiem      | Rafael Nadal       | 7-6(7), 7-6(4)   |
| Stéfanos Tsitsipás | Andrej Roebljov    | 6-1, 4-6, 7-6(6) |
| Andrej Roebljov    | Dominic Thiem      | 6-2, 7-5         |
| Rafael Nadal       | Stéfanos Tsitsipás | 6-4, 4-6, 6-2    |

| Nr. | Speler             | Wedstrijd w-v | Sets w-v | Games w-v |
| --- | ------------------ | ------------- | -------- | --------- |
| 1   | Dominic Thiem      | 2-1           | 4-3      | 38-40     |
| 2   | Rafael Nadal       | 2-1           | 4-3      | 40-33     |
| 3   | Stéfanos Tsitsipás | 1-2           | 4-5      | 44-46     |
| 4   | Andrej Roebljov    | 1-2           | 3-4      | 33-36     |

### Eindfase
|  | Halve finale | Halve finale    | Halve finale  | Halve finale | Halve finale |   |               | Finale          | Finale | Finale | Finale | Finale |
|  |              |                 |               |              |              |   |               |                 |        |        |        |        |
|  | 4            | Daniil Medvedev | 3             | 7            | 6            |   |               |                 |        |        |        |        |
|  | 2            | Rafael Nadal    | 6             | 64           | 3            |   |               |                 |        |        |        |        |
|  | 2            | Rafael Nadal    | 6             | 64           | 3            |   | 4             | Daniil Medvedev | 4      | 7      | 6      |        |
|  |              |                 |               |              |              |   | 4             | Daniil Medvedev | 4      | 7      | 6      |        |
|  |              | 3               | Dominic Thiem | 6            | 62           | 4 |               |                 |        |        |        |        |
|  | 3            | 3               | Dominic Thiem | 6            | 62           | 4 | Dominic Thiem | 7               | 610    | 7      |        |        |
|  | 3            |                 |               |              |              |   | Dominic Thiem | 7               | 610    | 7      |        |        |
|  | 1            | Novak Djokovic  | 5             | 7            | 65           |   |               |                 |        |        |        |        |

## Dubbelspel

### Deelnemers
De acht geplaatste teams:
| Nr. | Team                                 | Ranking | Resultaat    |
| --- | ------------------------------------ | ------- | ------------ |
| 1.  | Mate Pavić Bruno Soares              | 1       | Groepsfase   |
| 2.  | Rajeev Ram Joe Salisbury             | 2       | Halve finale |
| 3.  | Kevin Krawietz Andreas Mies          | 3       | Groepsfase   |
| 4.  | Marcel Granollers Horacio Zeballos   | 4       | Halve finale |
| 5.  | Wesley Koolhof Nikola Mektić         | 5       | Winnaars     |
| 6.  | John Peers Michael Venus             | 6       | Groepsfase   |
| 7.  | Jürgen Melzer Édouard Roger-Vasselin | 7       | Runners-up   |
| 8.  | Łukasz Kubot Marcelo Melo            | 8       | Groepsfase   |

### Prijzengeld en ATP-punten
| Resultaat                    | Prijzengeld   | ATP-punten |
| ---------------------------- | ------------- | ---------- |
| winnaar zonder nederlaag     | RR+ $ 284.500 | RR+1500    |
| winnaar                      | GF+ $ 126.000 | RR+900     |
| finale                       | GF+ $ 56.000  | RR+400     |
| groepsfase (per overwinning) | $ 30.000      | 200        |
| deelnemers                   | $ 68.500      |            |
| vervangers                   | $ 25.000      |            |

### Groepsfase
De eindstand in de groepsfase wordt bepaald door achtereenvolgend te kijken naar eerst het aantal overwinningen in combinatie met het aantal wedstrijden. Mochten er dan twee koppels gelijk staan wordt er naar het onderling resultaat gekeken. Mocht het aantal overwinningen en wedstrijden bij drie of vier koppels gelijk zijn, valt het koppel dat minder dan drie wedstrijden heeft gespeeld sowieso af en wordt er vervolgens gekeken naar het percentage gewonnen sets en eventueel gewonnen games. Als er dan nog steeds geen ranglijst opgemaakt kan worden dan beslist de ATP-ranglijst opgemaakt na het ATP-toernooi van Parijs.

#### Groep Bob Bryan
|                                      |                                      | score                  |
| ------------------------------------ | ------------------------------------ | ---------------------- |
| Marcel Granollers Horacio Zeballos   | John Peers Michael Venus             | 7-6(2), 7-5            |
| Mate Pavić Bruno Soares              | Jürgen Melzer Édouard Roger-Vasselin | 6-7(6), 6-1, [10-4]    |
| Marcel Granollers Horacio Zeballos   | Mate Pavić Bruno Soares              | 7-6(4), 6-7(4), [10-8] |
| Jürgen Melzer Édouard Roger-Vasselin | John Peers Michael Venus             | 2-6, 7-6(4), [12-10]   |
| Mate Pavić Bruno Soares              | John Peers Michael Venus             | 6-7(2), 6-3, [10-8]    |
| Jürgen Melzer Édouard Roger-Vasselin | Marcel Granollers Horacio Zeballos   | 6-6(1-0), opgave*      |

* De opgave van Marcel Granollers en Horacio Zeballos telde als een overwinning in 2 sets voor Jürgen Melzer en Édouard Roger-Vasselin.
| Nr. | Team                                 | Wedstrijd w-v | Sets w-v | Games w-v |
| --- | ------------------------------------ | ------------- | -------- | --------- |
| 1   | Jürgen Melzer Édouard Roger-Vasselin | 2-1           | 5-3      | 24-31     |
| 2   | Marcel Granollers Horacio Zeballos   | 2-1           | 4-3      | 34-30     |
| 2   | Mate Pavić Bruno Soares              | 2-1           | 5-4      | 39-32     |
| 4   | John Peers Michael Venus             | 0-3           | 2-6      | 33-37     |

#### Groep Mike Bryan
|                              |                              | score                  |
| ---------------------------- | ---------------------------- | ---------------------- |
| Wesley Koolhof Nikola Mektić | Kevin Krawietz Andreas Mies  | 6-7(3), 7-6(4), [10-7] |
| Rajeev Ram Joe Salisbury     | Łukasz Kubot Marcelo Melo    | 7-5, 3-6, [10-5]       |
| Kevin Krawietz Andreas Mies  | Łukasz Kubot Marcelo Melo    | 6-2, 7-6(5)            |
| Wesley Koolhof Nikola Mektić | Rajeev Ram Joe Salisbury     | 7-6(5), 6-0            |
| Łukasz Kubot Marcelo Melo    | Wesley Koolhof Nikola Mektić | 6-4, 6-7(2), [10-8]    |
| Rajeev Ram Joe Salisbury     | Kevin Krawietz Andreas Mies  | 7-6(5), 6-7(4), [10-4] |

| Nr. | Team                         | Wedstrijd w-v | Sets w-v | Games w-v |
| --- | ---------------------------- | ------------- | -------- | --------- |
| 1   | Wesley Koolhof Nikola Mektić | 2-1           | 5-3      | 38-32     |
| 2   | Rajeev Ram Joe Salisbury     | 2-1           | 4-4      | 31-37     |
| 3   | Kevin Krawietz Andreas Mies  | 1-2           | 4-4      | 39-36     |
| 4   | Łukasz Kubot Marcelo Melo    | 1-2           | 3-5      | 32-35     |

### Eindfase
|  | Halve finale | Halve finale                         | Halve finale                 | Halve finale | Halve finale |      |                              | Finale                               | Finale | Finale | Finale | Finale |
|  |              |                                      |                              |              |              |      |                              |                                      |        |        |        |        |
|  | 7            | Jürgen Melzer Édouard Roger-Vasselin | 64                           | 6            | [11]         |      |                              |                                      |        |        |        |        |
|  | 2            | Rajeev Ram Joe Salisbury             | 7                            | 3            | [9]          |      |                              |                                      |        |        |        |        |
|  | 2            | Rajeev Ram Joe Salisbury             | 7                            | 3            | [9]          |      | 7                            | Jürgen Melzer Édouard Roger-Vasselin | 2      | 6      | [5]    |        |
|  |              |                                      |                              |              |              |      | 7                            | Jürgen Melzer Édouard Roger-Vasselin | 2      | 6      | [5]    |        |
|  |              | 5                                    | Wesley Koolhof Nikola Mektić | 6            | 3            | [10] |                              |                                      |        |        |        |        |
|  | 5            | 5                                    | Wesley Koolhof Nikola Mektić | 6            | 3            | [10] | Wesley Koolhof Nikola Mektić | 6                                    | 6      |        |        |        |
|  | 5            |                                      |                              |              |              |      | Wesley Koolhof Nikola Mektić | 6                                    | 6      |        |        |        |
|  | 4            | Marcel Granollers Horacio Zeballos   | 3                            | 4            |              |      |                              |                                      |        |        |        |        |